# Budova Okresní sociální pojišťovny (Bratislava)
Budova bývalé Okresní sociální pojišťovny se nachází na Bezručově ulici č. 5 v Bratislavě. Je dílem architektů českého původu Aloise Balána a Jiřího Grossmana, byla projektována v roce 1936 a stavěla se v letech 1937–1939. V minulosti zastřešovala administrativní prostory pojišťovny, polikliniku a nemocnici. V současnosti je z důvodu havarijního stavu budovy využívána jen část polikliniky, což je méně než polovina z celkové kapacity objektu.

## Situace
Budova stojí na pozemku ohraničeném Lomonosovovou, Dobrovičovou a Bezručovou ulicí. Spolu se sousední budovou Ústřední Sociální Pojišťovny A. Balána a J. Grossmana, 1932, tvoří výškově a architektonicky jeden ucelený blok. Budova se skládá ze tří traktů: středního, severního a jižního. Hmoty tří výškově a kompozičně rozlišených traktů jsou komponovány do písmene H, což umožnilo vytvořit velkou centrální halu tvořící mohutný střed celé dispozice.

## Dispozice
Střední trakt má osm nadzemních a dvě podzemní podlaží. Tvoří nejvyšší objem celé budovy. Ten byl ustoupen od uliční fronty tak, aby po obou stranách vznikly otevřené nádvoří s parkovou úpravou. V centrální poloze se zde nachází hlavní vstup do budovy z Bezručovy ulice. Vstup ústí do centrální haly přes tři podlaží, která jsou zastřešená rastrovaným sklobetonovým stropem, propouštějící světlo shora. Po obou stranách středního traktu se nacházejí hlavní schodiště spolu s výtahy. Na prvních dvou podlažích centrální haly se nacházely administrativní prostory, které byly v největším kontaktu s návštěvníky. Od třetího podlaží byly všechny ostatní patra traktu věnované výhradně lékařským a nemocničním místnostem. Konkrétně na třetím podlaží bylo oddělení vnitřní a ženské. Na čtvrtém to byly místnosti určené pro fyzikální terapii a na pátém patře byla nemocniční část porodnice. Šesté a sedmé patro bylo věnováno vlastní nemocnici. Na posledním – osmém – podlaží byly ubikace nemocničního personálu. Na prvním podzemním podlaží, pod středním traktem se nacházely léčebné lázně se šatnami, odpočívárnou s masáží, speciálními sprchami a komorou pro horký vzduch. Kromě toho zde byla malá dezinfekční stanice s oddělenými dezinfekčními lázněmi pro nakažlivé choroby. Do úrovně druhého podzemního podlaží byl umístěn rozsáhlý protiletecký kryt – přístupný z hlavního schodiště a větraný vlastním samostatným větracím systémem. Kromě toho měl kryt zvláštní únikový východ do nynější Lomonosovovy ulice.
Severní trakt se napojuje na sousední budovu Ústřední Sociální Pojišťovny. Celý trakt byl věnován nemocničním a lékařským prostorům. V přízemí to bylo dětské a velké rentgenové oddělení. V prvním patře bylo chirurgické a plicní. Druhé patro sloužilo očnímu a urologickému oddělení a kanceláři primáře s prostorami revizních lékařů. Zubní a kožní oddělení se nacházelo na třetím patře. Celé čtvrté patro bylo věnováno lékařským a operačním místnostem porodnice. Páté a šesté patro zabíraly prostory nemocnice, přičemž na šestém se nacházel hlavní operační sál s hlavní sterilizací a pomocnými místnostmi. Každá nemocniční část tvořila samostatnou jednotku, s přípravnou jídel, pokoji pro ošetřovatelky, koupelnami, záchody a místnostmi pro prádlo. Kromě toho byla při každé skupině obytný pokoj dozorčího lékaře, ordinace a denní místnost. Na sedmém patře byla závodní kuchyně s jídelnou pro personál. Kuchyň byla vybavena výtahy, které ústí do příručních kuchyní na šestém, pátém a čtvrtém patře. Suterén severního traktu měl na jedné straně byt šoféra, garáže a sklady. Na straně druhé byl byt topiče, strojovna, sklady topiva s kotelnou ústředního topení. Ta byla prohloubena až do úrovně druhého suterénu, kde se kromě ní nacházela strojovna vzduchotechniky, zařízení na odsávání popela, chladírna a velká dezinfekční stanice se spalovací pecí.
Jižní trakt je čtyřpodlažní a jako jediný narušuje pravoúhlé schéma budovy, půlkruhovým ukončením nároží nad křížením Bezručovy a Dobrovičovy ulice. Celý trakt byl vymezen pro administrativu, která měla samostatné schodiště uprostřed dispozice spolu s výtahem na spisy. Kromě velké čekárny na přízemí a administrativních prostor na všech podlažích traktu se na posledním patře nacházel i byt hlavního lékaře a v suterénu to byl byt správce či archiv.

## Konstrukce
Zakládání budovy bylo poměrně komplikované, protože budova stojí na starších nánosech naplavených ramenem Dunaje. Únosný štěrk se nachází v poměrně velké hloubce a spodní voda z hlavního toku Dunaje prosakuje v těchto místech do velké výšky. Její hladina stoupá a klesá s měnící se výškou hlavního toku řeky. Aby byla budova schopna vzdorovat vztlaku spodní vody, bylo třeba pod větší část budovy umístit hrubou betonovou desku a suterénní místnosti důkladně odizolovat. Celé druhé podzemní podlaží je obklopeno Kesony ze silně vyztuženého betonu a podlahy a vnější stěny mají složitou izolační vrstvu z asfaltových nátěrů a izolačních lepenek.
Kostru budovy tvoří železobetonový skelet s výplňovým zdivem z dutých cihel. Stropy jsou také železobetonové s cihelnými vložkami. Při konstrukčním řešení se věnovala velká pozornost zvukové izolaci. Byly zvukově odizolované podlahy a prostupy zdmi a stropy kanalizačních a vodovodních trubek a trubek ústředního topení. Nemocniční a lékařské místnosti byly rozděleny zvukově neprozvučnými příčkami. Všechny stroje jako ventilátory a výtahy byly také důkladně odizolovány, a těžké stroje (kvůli negativním účinkům z posunu na podlaze) byly postaveny na speciální vrstvy stlačeného korku.

## Technické vybavení
Při návrhu budovy autoři použili všech prostředků k tomu, aby budova měla moderní a kvalitní vybavení. Mnoho materiálů a zařízení bylo v Bratislavě použitých poprvé. Na výplň okenních otvorů byly použity posuvná okna, což si vyžádalo zcela nové řešení parapetů. Fasáda byla natřena utěsněnými dvířky nátěrem. Některé vnitřní prostory v lékařských místnostech a koupelnách byly natřené nově patentovanými materiály. Topení budovy bylo kombinované: teplovodní, parovodní a částečně bylo vytápěno i teplým vzduchem. Tah z kotlů byl centrálně regulován a popel z kotelny se samočinně odsává vzduchem. V kotelně byl zřízen samostatný kotel s vysokotlakou parou pro hlavní sterilizaci. Větrání budovy tvořilo samostatnou a velmi složitou skupinu celého zařízení. Filtrovaný vzduch, který se v zimě ohříval a v létě chladil, byl vháněn složitou soustavou trubek do všech nemocničních a lékařských místností. Zkažený vzduch byl nasáván systémem mohutných ventilátorů, umístěných v zvláštní komoře na osmém patře středního traktu. Vodovod budovy byl zásobován městským vodovodem, ale v případě poruchy byly k dispozici dvě rezervní studny, odkud se čerpala užitková voda pro koupelny a umývárny. Budova měla vlastní transformační stanici. Hlavní dodávku elektřiny zajišťovala městská síť, ale v případě potřeby byla k dispozici energie z vlastní elektrické centrály.